# White IT

Logo der Initiative White IT seit 2012

White IT ist ein Bündnis, das sich zum Ziel gesetzt hat, Maßnahmen zur Bekämpfung von Kinderpornografie im Internet zu entwickeln. Darin arbeiten Vertreter der Netzwirtschaft, der IT-Industrie, der Ermittlungsbehörden und von Ärzte-, Sozial- und Opferschutzverbänden auf Basis eines Memorandum of Understanding zusammen. Der Name White IT wurde analog zum Begriff Green IT gewählt.

## Entwicklung des Bündnisses
Das Bündnis wurde auf Initiative des niedersächsischen Innenministers Uwe Schünemann am 27. November 2009 in Berlin zur Bekämpfung von Kinderpornographie im Internet gegründet. Im Rahmen des Bündnisses solle erarbeitet werden, was medizinisch oder aus Sicht der Opfer wünschenswert ist, gesellschaftlich auf Akzeptanz stößt, technisch möglich und rechtlich zulässig ist. Für Aktivitäten, die zu den Zielen des Bündnisses beitragen und dazu einen eigenen rechtlichen Rahmen benötigen, wurde im Mai 2011 der Verein White IT e. V. gegründet.
Um die Diskussion auf eine wissenschaftlich fundierte Faktenbasis zu stellen und die Maßnahmen gezielt zu entwickeln, wurde 2010 bis 2011 vom kriminalwissenschaftlichen Institut der Leibniz Universität Hannover durch Bernd-Dieter Meier und Arnd Hüneke eine Studie zu den Verbreitungswegen von Kinderpornografie im Internet erstellt. Aufgrund der Ergebnisse der Studie, nach derer das World Wide Web nur eine Nebenrolle bei der Verbreitung spielt, fokussieren sich die Überlegungen innerhalb des Bündnisses, darauf, bekannte kinderpornografische Inhalte zuverlässig zu erkennen, etwa um damit den Ermittlungsbehörden bei der Sichtung von beschlagnahmtem Material die Arbeit zu erleichtern. Eine Schlüsselrolle kommt dabei dem Einsatz der Hash-Werte (gewissermaßen der digitalen Fingerabdrücke) bekannter kinderpornografischer Inhalte zu, die beim Bundeskriminalamt in der sogenannten PERKEO-Datenbank zentral gesammelt und den Landeskriminalämtern zur Verfügung gestellt werden. Aus der Bewertung der Tauglichkeit sowie der rechtlichen und gesellschaftlichen Einordnung dieses Themas soll sich das weitere Vorgehen ableiten.
Seit 2010 findet einmal jährlich das White IT-Symposium als interdisziplinäres Fachforum zu dem Themenkomplex Schutz vor Kinderpornografie statt.
Nach dem Regierungswechsel in Niedersachsen im Januar 2013 wurde White IT vom neuen Innenminister Boris Pistorius weitergeführt. Im März 2014 wurde die Arbeit von White IT in einer Plenarsitzung des niedersächsischen Landtags von den Abgeordneten Björn Thümler (CDU) und Andrea Schröder-Ehlers (SPD) positiv hervorgehoben.
Um die Selbstbehauptungskräfte bereits bei kleinen Kindern zu stärken und auch die Eltern für das Thema „Sexueller Missbrauch“ zu sensibilisieren, wurden vom Bündnis White IT im Dezember Pixi-Bücher herausgegeben, die das Thema kindgerecht adressieren sollen. Im November 2015 wurden die Kontaktbeamten der Polizeidirektion Hannover mit 5.000 neu aufgelegten Exemplaren ausgestattet. Für ältere Kinder wurde 2013 ein Buch der Reihe Pixi Wissen aufgelegt, das sie auf den sicheren Umgang mit dem Internet vorbereiten soll. 2013 wurde auf der CeBIT ein Ideenwettbewerb gestartet, um weitere Ideen zu entwickeln, mit welchen Mitteln die Selbstbehauptung und das Problembewusstsein von Kindern und Jugendlichen gestärkt werden können. Im März 2014 kündigte Microsoft an, dem Bündnis White IT die selbstentwickelte Lösung PhotoDNA auch für die Arbeit in Deutschland zur Verfügung zu stellen.

## Studie zu den Verbreitungswegen
Die Studie zu den Verbreitungswegen wurde am 2. Mai 2011 in der Bundespressekonferenz in Berlin präsentiert. Die abschließenden Ergebnisse sind Folgende:
- Nur bei einer Minderheit der Fälle erfolgte die Beschaffung oder Verbreitung gegen Geld. Hier handelt es sich vor allem um „Einsteiger“, die für eigentlich frei verfügbare Inhalte Geld bezahlen. Die einschlägigen Seiten verfolgen häufig aber auch betrügerische Absichten oder verbreiten Schadprogramme.
- Die meisten Täter beschafften oder verbreiteten Kinderpornografie nicht im World Wide Web, sondern in Peer-to-Peer-Netzen oder in geschlossenen Benutzergruppen. Motivatoren sind dabei vor allem Profilierungsstreben und gegenseitiger Austausch.
- Eine deutliche Mehrzahl der aufgedeckten Fälle geht auf polizeiliche Ermittlungsarbeit zurück, nicht auf Anzeigen.
- Der Einsatz von verdecken Ermittlern in den geschlossenen Benutzergruppen scheitert derzeit an der Praxis in der Szene, von Neulingen einen sogenannten „Keuschheitstest“ zu verlangen, d. h. selbst kinderpornografische Inhalte beizutragen.
- Bei den Fällen, die zur Anklage kamen, lagen schwere Fälle von Kinderpornografie vor (Ausprägung sieben bis neun auf der sogenannten COPINE-Skala). Nur bei eindeutiger Beweislage kommt es nach den Ermittlungen auch zu Anklagen, dann aber fast immer zu Verurteilungen.

Mit dieser Studie gibt es erstmals eine wissenschaftliche Grundlage über die Verbreitungswege.

## Kritik
Christian Bahls, Gründer des Opfervereins MOGiS e. V. (MissbrauchsOpfer Gegen InternetSperren) und Mitglied bei White-IT kritisierte im Dezember 2011 in einem Vortrag auf dem 28. Chaos Communication Congress: „Im Bündnis White-IT sind natürlich auch vernünftige Akteure vertreten. Jedoch sehe ich den tatsächlichen Schutz von Opfern immer weiter in den Hintergrund treten. Dafür treten immer deutlicher die Projekte nach vorne, die eine neue Kontroll- und Überwachungsstruktur zu etablieren scheinen.“
Nachdem Christian Bahls das Stimmrecht im Programm Management Board entzogen wurde, stellte der MOGiS e.V am 28. September 2012 die Zusammenarbeit mit dem Bündnis White IT ein.